# Biandrate
Biandrate est une commune italienne de la province de Novare, dans la région du Piémont en Italie.

## Géographie
Biandrate est située dans la plaine du Pô à 70 km au nord-est de Turin et à 12 km à l'ouest de Novare.

### Communes limitrophes
Casalbeltrame, Casalino, Recetto, San Nazzaro Sesia, San Pietro Mosezzo, Vicolungo

## Histoire

### Naissance et développement
Les origines de Biandrate sont très anciennes, bien que, historiquement, nous ne soyons pas certains de la date. Plutarque parle d'un endroit appelé Flanderate (un nom dérivé de la tribu des Fiandri) dans le récit de la célèbre bataille où l'armée romaine, commandée par Caius Marius vainquit les Cimbres et les Teutons. Le site de la bataille existe toujours dans la commune de Biandrate, près de ce qui était autrefois l'ancienne église San Michele de Pullis. Selon certains chercheurs, les Romains, après la victoire, sont convenus avec les survivants de les fixer dans ce domaine. Le fondateur du village a donné le nom de Flanderate, transformé en Blanderate. Il existe cependant, des documents ou des témoignages qui établissent que les Fiandri faisaient partie de l'armée victorieuse contre les barbares.
Une autre hypothèse intéressante est inspirée par Pline l'Ancien (Nat.Hist III, 49.) qui évoque Bardeccate ou Barderate parmi de nombreuses villes fondées par les Ligures; Cependant, il semble que la référence soit due à une corruption du texte original. Dans tous les cas, il n'y a pas de doute que Biandrate existait déjà à l'époque romaine, comme prouvé par la découverte sur place d'urnes et de lampes en argile, de pièces de monnaie en bronze et en verre soufflé et comme il serait prouvé par des fragments d'inscriptions sur du granit suggérant que Biandrate était un municipe à l'époque romaine. Il y existait un temple dédié à Diane, déesse de la chasse et des forêts. Après ces premiers traces antiques, Biandrate n'est plus mentionnée. Cela est certainement dû aux invasions barbares qui ont suivi pendant les siècles suivants car la ville était située route vers les régions gauloises.
Aux environs de l'année 600, Serenus, évêque de Marseille, mourut au retour d'un voyage à Rome aux environs de Biandrate.
La légende raconte que des bœufs attelés buttèrent sur la tombe oubliée de l'évêque. Les restes de Serenus sont alors chargés sur le char et les bœufs laissés libres emmènent le char jusqu'à Biandrate ou ses restes furent transportés dans l'église St Colomban. En 1630, la peste frappe Biandrate qui sera protégée par San Sereno, et en 1632, la ville fait le vœu de célébrer chaque année son protecteur.
Biandrate a retrouvé un rôle historique de première importance avec l'avènement de l'empereur Frédéric Barberousse (pour la taille et le prestige de son territoire) avec la création du comté de Biandrate aux XIe et XIIe siècles. Le fondateur de la famille de Biandrate (qui étaient d'origine saxonne) était Dadone qui vivait avant l'an 1000 qui avait des fiefs et des privilèges accordés par les Francs et qui a commencé l'agrandissement d'un domaine plus vaste. Son successeur, Vibert, élargit les possessions de la famille à Verceil et au Val d'Ossola. En 1025, il obtient la possession d'Ivrée. L'empereur Conrad II le Salique, confirme toutes les possessions de Guido II de Biandrate, à qui succède Albert Ier qui possède, dans un document de 1093, le titre de comte de Biandrate, alors que la ville est mentionnée comme une commune libre administrée par 12 consuls. Albert était un grand guerrier et a participé à la première croisade en Terre sainte. À son retour, il fut nommé consul à Milan.

### L'apogée
Biandrate a atteint son apogée avec le fils d'Albert, Guido III de Biandrate qui a permis le développement de son domaine et de la puissance de sa propre famille. Du fait de ses liens de parenté avec la dynastie royale de France, il a participé à la Deuxième croisade avec le roi et l'empereur Conrad III et, en 1152, il a assisté au couronnement de Frédéric Barberousse qu'il a accueilli deux ans plus tard, avec toute sa cour, dans l'ancien château du comté. 
En 1156, Barbarousse l'a nommé commandant de toutes les troupes impériales de la campagne et du diocèse de Novare avec l'impératif que personne ne pouvait rendre la justice ou faire la guerre sans lui. Selon le témoignage d'Otton de Freising, Guido en est arrivé à posséder 37 châteaux autour de Novare, seule la ville de Novare ne lui appartenait pas. Il a lutté contre Pavie en prenant les châteaux de Gambolò et de Vigevano et en assiégeant la ville de Pavie.

### Conflits et déclin
En 1158, à l'occasion du siège de Milan par Barberousse, il n'a pas hésité à user de son autorité pour implorer la clémence de l'empereur. Cette clémence à l'égard de la capitale lombarde n'a pas suffi à sauver Biandrate de la destruction dix ans plus tard, lorsque les municipalités de la Ligue lombarde ont défait l'empereur Frédéric Barberousse (qui a été sauvé et hébergé par Guido III dans son château de Monteu Roero) puis ont assiégé et rasé la ville. Une loi fut promulguée afin que les consuls de Novare veillent à ce Biandrate ne soit pas reconstruite, et pour permettre aux [?] la ville de Novare et Verceil puissent étendre leurs domaines sur les possessions des comtes.
La population qui a survécu à la destruction a timidement essayé de se réunir et de construire de nouvelles maisons autour des églises, tandis que le comte a essayé d'obtenir la protection de Verceil en échange du Valsesia. Le Consul de Novare s'érigea contre Verceil et Biandrate fut à nouveau détruite et la décision de la maintenir en ruines a été renouvelée en 1232. Vingt-sept ans plus tard, les villes de Verceil et de Novare ont négocié une répartition territoriale de la seigneurie des comtes de Biandrate qui été inclus dans la partie de Verceil, sous l'autorité du podestat de Milan.
Les désaccords continus entre Novare et Verceil ont fait que Biandrate a été négligée et n’a procédé que lentement à sa reconstruction. Son histoire est ensuite marquée par le pillage du marquis de Monferrat (1360), par la domination des condottieres (le plus célèbre était Facino Cane) sous l'égide des Visconti de Milan et plus tard des Sforza. À la suite de la Révolution française, Biandrate est intégrée à la République cisalpine jusqu'en 1814. Avec la chute de Napoléon Ier, elle est finalement intégrée à la province de Novare et, avec elle, au royaume de Sardaigne puis d'Italie.

### Période contemporaine
Le 18 juin 2021, l'attaque de Biandrate fait 1 mort et 2 blessés.

## Lieux et monuments

### Architecture religieuse
- Église paroissiale Saint-Colomban, le missionnaire irlandais, construite sur les vestiges de l'ancien monastère fondé par les moines de Bobbio.

- Sanctuaire de la Vierge de Preiera (le sol pierreux) : le sanctuaire a été construit au XVIIIe siècle là où il existait un petit sanctuaire votif datant, selon toute probabilité du XVe siècle, en dehors de la ville sur la route de San Nazzaro Sesia. Le bâtiment a une seule nef. L'entrée est précédée d'un portique. À l'intérieur, le retable du maître-autel incorpore une fresque du XVe siècle représentant la Pietà, qui correspond sans doute à l'image vénérée dans l’édifice original.

- Église Sainte-Catherine (XVIIIe siècle): l'église dédiée à sainte Catherine d'Alexandrie a été construite à partir d'un mur qui aurait appartenu à l'ancien château du comte. Elle est en relation étroite avec la confrérie homonyme. Elle a une seule nef avec un style architectural extérieur néoclassique. À l'intérieur, on remarque le bas-relief en bois sur le grand autel, placé sur le mur du fond de l'église.

### Architecture civile
- La palazzo communale (XVIIIe siècle): Situé sur la Piazza Cesare Battisti, il est l'exemple typique de l'architecture académique de l'époque. Sur la façade, face à la place, sont insérés deux médaillons sculptés dans le marbre représentent Facino cane et Guido III. Pour compléter la structure se trouvent quatre colonnes à demi-surmontées de chapiteaux ioniques.

## Administration
| Période | Période  | Identité      | Étiquette     | Qualité |
| ------- | -------- | ------------- | ------------- | ------- |
| 2012    | En cours | Luciano Pigat | Liste civique |         |